# The Lemon Drops
The Lemon Drops est un groupe américain de pop psychédélique originaire de Chicago, fondé en 1966.

## Historique
En 1966, les étudiants de la "McHenry High School", la chanteuse Danny Smola, Eddy Weiss, Gary Weiss, Jeff Brandht, George Sorrenson et Bobby Lunak, forment "The Lemon Drops" à Chicago. Le frère d'Eddy et Gary Weiss, Reggie Weiss, créé sa propre société d'enregistrement appelé "Rembrandt Records".

## Membres du groupe
- Danny Smola
- Eddy Weiss
- Gary Weiss
- Jeff Branht
- George Sorrenson
- Bobby Lunak
- Ricky Ericksen
- Dick Sidman

## Discographie
- 1986 : "Sunshine Flower Power"
- 1996 : "From the Lemon Drops to the Vibration of the Sequence in Order "